# Список почётных граждан Павлодара
Почётный гражданин Павлодара (каз. Павлодар қаласының Құрметті азаматы) — почётное звание, присваиваемое решением городского маслихата лицам, чья биография связана с Павлодаром, за выдающиеся заслуги в области государственной и общественной деятельности, воинской доблести, науки, образования, здравоохранения, культуры, спорта и экономики, способствовавшие социальному, экономическому и духовному развитию города.

## Список
Всего в списке насчитывается 142 человека.
| №  | Год присвоения | Имя                                 | Портрет | Комментарий | П.    |
| -- | -------------- | ----------------------------------- | ------- | --- | ----- |
| 1  | 1896           | Деров, Артемий Иванович             |         | Купец, меценат, городской голова Павлодара с 1886 по 1896 года.                                                                          | [ 2 ] |
| 2  | 1973           | Ахметов, Бейсен Ахметович           |         | Ветеран Второй мировой войны, заслуженный учитель КазССР.                                                                                | [ 2 ] |
| 3  | 1973           | Бакланов, Анатолий Васильевич       |         | Ветеран Второй мировой войны, Герой социалистического труда.                                                                             | [ 2 ] |
| 4  | 1973           | Конурбаев Темиргали                 |         | Железнодорожник, машинист, руководитель производства.                                                                                    | [ 2 ] |
| 5  | 1973           | Кривенко, Иван Илларионович         |         | Танкист, ветеран Второй мировой войны, Герой Советского Союза (1945).                                                                    | [ 2 ] |
| 6  | 1973           | Фисенко, Вера Кузьминична           |         | Рабочий и партийный активист, маляр. | [ 2 ] |
| 7  | 1976           | Аксёнов, Владимир Викторович        |         | Бортинженер космического корабля «Союз-22» и космического корабля «Союз Т-2», 36-й лётчик-космонавт СССР. Дважды Герой Советского Союза. | [ 2 ] |
| 8  | 1980           | Андронов, Александр Васильевич      |         | Заслуженный строитель КазССР, ветеран Второй мировой войны.                                                                              | [ 2 ] |
| 9  | 1980           | Губарев, Алексей Александрович      |         | Космонавт, дважды Герой Советского Союза.                                                                                                | [ 2 ] |
| 10 | 1985 (1977)    | Ворушин, Иван Денисович             |         | Ветеран Второй мировой войны. | [ 2 ] |
| 11 | 1985           | Каирбаев, Махмет Каирбаевич         |         | Ветеран Второй мировой войны, Герой Советского Союза.                                                                                    | [ 2 ] |
| 12 |                | Пешин, Петр Васильевич              |         | Ветеран Второй мировой войны, полный кавалер ордена Славы                                                                                | [ 2 ] |
| 13 |                | Ткачев, Григорий Устинович          |         | Ветеран Второй мировой войны, полный кавалер ордена Славы                                                                                | [ 2 ] |
| 14 | 1987           | Фрезе, Яков Яковлевич               |         | Ветеран Второй мировой войны, Заслуженный врач Казахской ССР, лор.                                                                       | [ 2 ] |
| 15 | 2003           | Азаров, Евгений Григорьевич         |         | Энергетик и строитель, государственный и общественный деятель.                                                                           | [ 2 ] |
| 16 |                | Аликов, Рахимберды Жакиянович       |         | Ветеран Второй мировой войны, педагог.                                                                                                   | [ 2 ] |
| 17 |                | Алькенов Асигат Алькенович          |         | Металлург, учёный, изобретатель, кандидат технических наук.                                                                              | [ 2 ] |
| 18 | 1985           | Бекхожин, Халижан Нургожаевич       |         | Поэт, драматург, переводчик, критик. | [ 2 ] |
| 19 | 1990           | Сарычев, Георгий Иванович           |         | Металлург, общественный деятель. | [ 2 ] |
| 20 |                | Блинов, Лаврентий Иванович          |         | Главный врач Павлодарской санэпидемстанции, депутат.                                                                                     | [ 2 ] |
| 21 | 1993           | Гальченко, Александр Владимирович   |         | Строитель, доцент Павлодарского государственного университета им. Торайгырова, уроженец Зетской бановины.                                | [ 2 ] |
| 22 |                | Джазин, Амур Нурмухамбетович        |         | Металлург, партийный деятель. | [ 2 ] |
| 23 |                | Кабдуалиев, Зейнекен Кабдуалиевич   |         | Ветеран Второй мировой войны, строитель, архитектор.                                                                                     | [ 2 ] |
| 24 |                | Камзин, Шора Камзинович             |         | Депутат, финансист. | [ 2 ] |
| 25 | 1993           | Ломов, Александр Васильевич         |         | Министр строительства предприятий тяжёлой индустрии Казахской ССР.                                                                       | [ 2 ] |
| 26 |                | Рязанцев, Иван Дмитриевич           |         | Инженер, строитель. | [ 2 ] |
| 27 |                | Махмудов, Джафар Джафарович         |         | Начальник Павлодарского трамвайного управления, основатель азербайджанского общественного объединения «Ватан».                           |       |
| 28 |                | Лобанов, Анатолий Ефимович          |         | Педагог-хореограф, постановщик национальных танцевальных композиций, художник-оформитель.                                                |       |
| 29 |                | Исаев, Борис Васильевич             |         | Хозяйственный, государственный и партийный деятель, поэт.                                                                                |       |
| 30 |                | Ван Хоут Леонардо                   |         | Филантроп, правовед, искусствовед, философ, учредитель фонда «Гермеринг». Уроженец Нидерландов.                                          |       |
| 31 |                | Шиншиков, Вадим Михайлович          |         | Начальник автобазы спецмашин. |       |
| 32 |                | Саркыншаков, Аби Саркыншакович      |         | Железнодорожник, депутат маслихата. |       |
| 33 |                | Курманов, Каратай Джусупович        |         | Проректор, декан, депутат маслихата, общественный деятель.                                                                               |       |
| 34 | 2002           | Андреенко, Борис Петрович           |         | Футбольный и спортивный тренер. |       |
| 35 | 2002           | Демесинов, Хатип Хабиевич           |         | Хозяйственный, государственный и политический деятель.                                                                                   |       |
| 36 |                | Каипов, Камаш Хамитович             |         | Водитель. |       |
| 37 |                | Камалитдинова, Рашида Гайнутдиновна |         | Партийный и государственный деятель. |       |
| 38 |                | Тереник Мария Серафимовна           |         | Кандидат исторических наук, профессор, историк-краевед                                                                                   |       |
| 39 |                | Каирбеков, Токен Каирбекович        |         | Заслуженный врач Республики Казахстан |       |
| 40 |                | Чмых, Николай Иванович              |         | Аким Павлодара. |       |
| 41 | 1991           | Шабрат, Николай Петрович            |         | Заслуженный работник промышленности КазССР, общественный деятель.                                                                        |       |
| 42 |                | Нуркин, Кабдеш Темирбаевич          |         | Ветеран Второй мировой войны, политический и общественный деятель.                                                                       |       |
| 43 |                | Прокашёва, Людмила Вячеславовна     |         | Конькобежка, олимпийский чемпион. |       |
| 44 | 2000           | Пульга, Михаил Николаевич           |         | Композитор, педагог, хормейстер. |       |
| 45 | 2009           | Аубакиров, Аманжол Базарбаевич      |         | Строитель. |       |
| 46 |                | Беркетов, Сапарбек Султанович       |         | Металлург, инженер комбината «Майкаинзолото»                                                                                             |       |
| 47 |                | Лузянин, Юрий Алексеевич            |         | Хозяйственный, государственный и политический деятель.                                                                                   |       |
| 48 |                | Мезько, Виталий Дмитриевич          |         | Почетный строитель Республики Казахстан.                                                                                                 |       |
| 49 |                | Арынгазина, Клавдия Шаймардановна   |         | Председатель исполкома Ильичевского района, председатель Павлодарского городского Совета ветеранов войны и труда.                        |       |
| 50 |                | Асылханов Табылды Муканович         |         | Главврач больницы № 1, хирург, ветеран здравоохранения СССР.                                                                             |       |
| 51 | 2010           | Веселов, Борис Алексеевич           |         | Строитель, депутат, общественный деятель, председатель совета ветеранов строителей города.                                               |       |